# Howell Davis
Howell Davis (ou Hywel Davies) est un pirate gallois du début du XVIIIe siècle. Sa carrière de pirate a duré seulement 11 mois, du 11 juillet 1718 au 19 juin 1719. Ses navires furent le Cadogan, le Buck, le Saint James et le Rover. Davis est connu pour avoir capturé 15 navires français et anglais et pour avoir eu comme prisonnier Bartholomew Roberts.

## Une courte carrière
Né à Milford Haven, Pembrokeshire, au pays de Galles, Howell Davis est entré dans la piraterie le 11 juillet 1718 lorsque le navire négrier Cadogan, sur lequel il servait en tant que second, est capturé par Edward England. Décidé a rejoindre les pirates, Davis reçoit le commandement du Cadogan et part pour le Brésil afin de l'y vendre. Néanmoins, son équipage refuse et Davis est contraint de se diriger vers la Barbade. Là, il est emprisonné pour piraterie mais est finalement libéré. À la suite de cela, il cherche refuge à New Providence, aux Bahamas. Alors que Woodes Rogers, le gouverneur des Bahamas, purge l'archipel de la piraterie, Davis s'empare du Buck au large de la Martinique avec l'aide de Walter Kennedy et Thomas Anstis, qui font alors partie de son équipage, et est élu capitaine du navire.
Par la suite, Howell Davis traverse l'Atlantique et attaque des navires au large des îles du Cap-Vert. Là-bas, il capture l'un des fleurons de sa flotte, le Saint James, armé de 26 canons. Il a par la suite formé un partenariat avec le pirate français Olivier Levasseur, dit la Buse, et un autre capitaine, Thomas Cocklyn. Ils prennent ensemble le Bird Galley le 1er avril 1719 et fête leurs prise durant 1 mois avant de se séparer le 10 mai 1719 après qu'ils se querellent après avoir trop bu. Transféré sur le Rover, un bâtiment de 32 canons, Davis navigue vers le Sud et capture de nombreux navires au large de la Côte de l'Or. L'un de ses prisonniers fut Bartholomew Roberts, destiné à devenir encore plus célèbre que lui.

## Tromperies et trahison

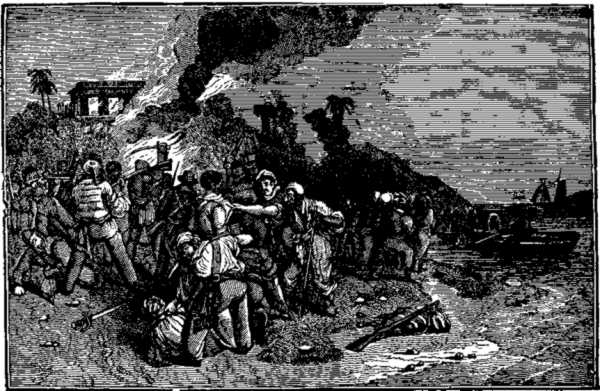
La mort du capitaine Davis dans une embuscade à Principe.

Par la suite, Davis se fait passer pour un corsaire afin de duper le commandant d'un fort d'asservissement de la compagnie Royale d'Afrique en Gambie. Après l'avoir capturé lors d'un dîner de bienvenue, Davis demande une rançon et obtient ainsi la somme de 2 000 £.
Plus tard, il capture un puissant navire français. Ces derniers se rendirent rapidement, pensant que leur adversaire était bien mieux armé qu'eux.
Cependant, lorsqu'il tente de se faire une nouvelle fois passer pour un chasseur de pirates de la Royal Navy dans le but de capturer le gouverneur de l'île portugaise de Principe, celui-ci est averti par un des membres de l'équipage de Davis. Le pirate est alors invité au fort pour partager un verre de vin, mais en chemin, les hommes du gouverneur le prirent en embuscade et l'abattirent. À la suite de cela, Bartholomew Roberts fut élu capitaine de l'équipage et attaqua l'île en représailles tard dans la nuit.

## Caractère
William Snelgrave, le maître de bord du Bird Galley, un navire capturé par les pirates en 1719, écrira un compte rendu de son expérience aux côtés de Davis. Son navire fut capturé par les hommes de Thomas Cocklyn qui le brutalisèrent. Mais, quand il en fut informé, Davis protégea Snelgrave ce qui, évidemment, montra une bonne image du capitaine. Snelgrave conclut que Davis était un homme « qui, en dépit des tristes aléas de la vie dans lesquels il a été impliqué, est l'une des personnes les plus généreuses du genre humain ».

## Dans la culture populaire
L'histoire d'Howell Davis a inspiré de récentes œuvres de fiction comme le roman The Noble Pirates de Rima L. Jean, paru en 2011. Dans le jeu vidéo Assassin's Creed IV: Black Flag sorti en 2013, on voit le cadavre de Howell Davis dans une mission sur Principe.